# Betty van der Plaats
Siebetje (Betty) van der Plaats (Leeuwarden, 12 december 1906 – Den Haag, 9 mei 1969) was een Nederlands schrijfster van jeugdboeken. Ze is vooral bekend geworden met haar meisjesboeken, die vaak in serie verschenen.

## Biografie
Ze werd geboren in een orthodox-gereformeerd gezin. Ze werd onderwijzeres en schreef daarnaast voor week- en maandbladen. Vanwege een zwakke gezondheid gaf ze haar vaste baan al snel weer op, om zich geheel aan het schrijven te wijden.
Nadat ze zich in 1937 hadden verloofd, trouwde ze in 1939 met Jan Cornelis van Westering, die ze op een bijeenkomst van het Algemeen Nederlands Jongeren Verbond had ontmoet. In 1944 kregen ze een zoon. In 1949 verhuisde het gezin naar Den Haag, waar Van Westering schoolhoofd was. Veel van haar boeken nam hij eerst mee naar school, om ze door leerlingen te laten lezen en keuren.
Haar oeuvre omvat meerdere series en losstaande titels, vaak geïllustreerd door Hans Borrebach. Haar bekendste werken zijn de series rond de personages Anne-Marie en Dorientje, zoals Doorzetten, Anne-Marie en Anne-Marie bouwt luchtkastelen en Dorientje zoekt de zonzij. Zelf vond ze Bloemen voor Else en Jij bent het, Else haar beste boeken. In haar boeken wilde ze kinderen een veilige en gelukkige wereld bieden, zonder zware problemen.
In 1958 was ze aanwezig bij de opening van de Kinderboekenweek.
Betty van der Plaats overleed na een langdurig ziekbed in 1969 in Den Haag. Nog in de jaren zeventig werden haar boeken herdrukt.